# Kim Jong-hwan
Kim Jong-hwan (김종환?, Gim Jong-hwanLR; 1º febbraio 1966) è un cantautore sudcoreano.
Ha esordito nel 1985 con l'album I Have No Place to Rest ed è noto per ballate sentimentalii come Reason for Existence e One Hundred Year Promise. È soprannominato "imperatore delle ballad per adulti" e il suo terzo e quarto album hanno venduto, rispettivamente, 2 milioni e mezzo e 3 milioni di copie.

## Discografia

### Album in studio
- 1985 – I Have No Place to Rest
- 1993 – My Love, My Song
- 1996 – Reason for Existence
- 1997 – For Love
- 1998 – Until The Day We Love
- 2000 – One Hundred Year Promise
- 2003 – Now and Forever
- 2005 – Two Become One
- 2013 – 30th Anniversary Album

## Riconoscimenti
- Golden Disc Award[7]
  - 1996 – Premio popolarità per Reason for Existence
  - 1997 – Album dell'anno per For Love
- Seoul Music Award[8]
  - 1998 – Bonsang